# Mistrzostwa CFU
Mistrzostwa CFU (ang. CFU Championship, hiszp. Copa de la UFC) – rozgrywki piłkarskie na Karaibach organizowane co dwa lata przez CFU (ang. CFU – Caribbean Football Union) dla zrzeszonych reprezentacji krajowych w latach 1978–1988.

## Historia
Zapoczątkowany został w 1978 roku przez CFU. Najpierw drużyny w eliminacjach walczyły o 4 miejsca promujące do turnieju finałowego. Do turnieju finałowego zakwalifikowały się reprezentacje Antigui i Barbudy, Haiti, Surinamu oraz Trynidadu i Tobago. Pierwsze rozgrywki zostały rozegrane na stadionach Trynidadu i Tobago, gdzie czwórka systemem kołowym wyłoniła mistrza. Pierwszy turniej wygrała reprezentacja Surinamu.
W 1988 roku odbyła się ostatnia, VI edycja mistrzostw.
Następnie, od 1989 roku reprezentacje regionu rozpoczęły rywalizować o Puchar Karaibów.

## Finały
| Rok            | Gospodarz         | Finałowe miejsca  | Finałowe miejsca          | Finałowe miejsca | Finałowe miejsca    | Liczba finalistów |
| Rok            | Gospodarz         | Mistrz            | Wicemistrz                | Trzecie miejsce  | Czwarte miejsce     | Liczba finalistów |
| -------------- | ----------------- | ----------------- | ------------------------- | ---------------- | ------------------- | ----------------- |
| 1978 Szczegóły | Trynidad i Tobago | Surinam           | Trynidad i Tobago         | Haiti            | Antigua i Barbuda   | 4                 |
| 1979 Szczegóły | Surinam           | Haiti             | Saint Vincent i Grenadyna | Surinam          | Trynidad i Tobago   | 4                 |
| 1981 Szczegóły | Portoryko         | Trynidad i Tobago | Saint Vincent i Grenadyna | Gwadelupa        | Portoryko           | 4                 |
| 1983 Szczegóły | Gujana Francuska  | Martynika         | Trynidad i Tobago         | Gujana Francuska | Antyle Holenderskie | 4                 |
| 1985 Szczegóły | Barbados          | Martynika         | Barbados                  | Surinam          | Gwadelupa           | 4                 |
| 1988 Szczegóły | Martynika         | Trynidad i Tobago | Antigua i Barbuda         | Martynika        | Gwadelupa           | 4                 |

## Statystyki
| Lp.  | Drużyna                   | Mistrz | Wicemistrz | Lata triumfów |
| ---- | ------------------------- | ------ | ---------- | ------------- |
| 1.   | Trynidad i Tobago         | 2      | 2          | 1981, 1988    |
| 2.   | Martynika                 | 2      | 0          | 1983, 1985    |
| 3-4. | Surinam                   | 1      | 0          | 1978          |
|      | Haiti                     | 1      | 0          | 1979          |
| 5.   | Saint Vincent i Grenadyna | 0      | 2          |               |
| 6-7. | Barbados                  | 0      | 1          |               |
|      | Antigua i Barbuda         | 0      | 1          |               |